# Jerzy Prokopiuk
Jerzy Prokopiuk (Varsavia, 5 giugno 1931 – 18 marzo 2021) è stato un filosofo, saggista e traduttore polacco di orientamento gnostico, aderente all'antroposofia di Steiner.
Egli collocava il suo pensiero come una risposta all'influenza della Chiesa Cattolica romana sulla cultura polacca. Ha tradotto in lingua polacca le opere di Mircea Eliade e Sedir, alcune opere di Goethe, Schiller, Rudolf Steiner e Carl Gustav Jung dal tedesco, nonché quelle di Aldous Huxley dall'inglese.
Ha scritto articoli e saggi relativi all'antroposofia e alla letteratura mondiale, con particolare riferimento ai testi esoterici e gnostici, in particolare manichei.
Nella cultura polacca apprezzava soprattutto il romanticismo (autori come Adam Mickiewicz e Juliusz Słowacki). Critico del cattolicesimo polacco, è noto fra gli intellettuali polacchi e gli antroposofisti tedeschi per la promozione della dottrina steineriana in Polonia.
È stato presidente del club Gnosis dal 1991 al 1992 e nuovamente dal 1999 al 2000. A partire dal 2001 ne è divenuto il presidente onorario.
Ha vissuto a Varsavia.

## Opere
- Labirynty herezji Warszawa, 1999
- Ścieżki wtajemniczenia. Gnosis aeterna, Warszawa doM wYdawniczy, tCHu 2000
- Szkice antropozoficzne, 2003
- Światłość i radość, 2003
- Rozdroża, czyli zwierzenia gnostyka, 2004
- Jestem heretykiem, 2004
- Dzieje magii, 2006